# Izydor Wołosiański
Izydor Wołosiański (ur. 16 lutego 1908 w Drohobyczu, zm. 15 lipca 1971 we Wrocławiu) – polski inżynier, Sprawiedliwy Wśród Narodów Świata, wraz z żoną uratował 39 Żydów.

## Życiorys
Urodził się 16 lutego 1908 r. w Drohobyczu, gdzie jego ojciec współprowadził warsztat rzemieślniczy. W czasie okupacji niemieckiej w Drohobyczu był kierownikiem warsztatów mechanicznych. Wtedy też poznał swoją przyszłą żonę, Jarosławę Wołosiańską. Mieli wspólnych przyjaciół żydowskich, którym udzielali doraźnej pomocy od 1941 roku. Rok później zdecydowali się ukryć dwie córki znajomej rodziny Stocków w specjalnie do tego przygotowanej dwupoziomowej kryjówce w piwnicy domu przy ul. Szaszkiewicza 9 w Drohobyczu. Gdy w styczniu 1943 para zawarła związek małżeński i zamieszkała w tym budynku, w skrytce chroniło się kilkanaście osób. W tym czasie nad Wołosiańskimi mieszkał Niemiec. Jego obecność ograniczała rewizje i podejrzenia, ale jednocześnie wymuszała wysoką ostrożność. W czasie likwidacji drohobyckiego getta do piwnicy małżeństwa Wołosiańskich zeszła większość z łącznie 39 ukrywanych osób. Niektórzy z nich spędzili w kryjówce 22 miesiące, do ponownego zajęcia Drohobycza przez Armię Czerwoną 4 sierpnia 1944.
W 1946 Izydor razem z żoną Jarosławą i córką przeprowadził się do Wrocławia.  Ocaleni przez nich Żydzi wyemigrowali do Stanów Zjednoczonych, Kanady, Australii i Izraela.
Dzięki staraniom Tovy Stock i  Zofii Hendel, 24 stycznia 1967 Izydor Wołosiański został odznaczony medalem Sprawiedliwy wśród Narodów Świata. Medal został również przyznany jego żonie. Ze względu na wybuch wojny sześciodniowej i zerwane stosunki dyplomatyczne Polski z Izraelem nie było możliwe osobiste odebranie odznaczenia. Izydor Wołosiański zmarł w 1971 r., nie doczekawszy ponownego spotkania z ludźmi, których uratował przed Zagładą.
Małżeństwu Wołosiańskich została poświęcona wystawa Wrocławianie, o których chcemy pamiętać w Domu Edyty Stein we Wrocławiu w 2010. Wystawa została zorganizowana przez Towarzystwo im. Edyty Stein, program Muzeum Historii Żydów Polskich „Polscy Sprawiedliwi – Przywracanie pamięci” oraz projekt „Miejsce Pamięci Cichych Bohaterów” przy Fundacji Miejsce Pamięci Niemieckiego Ruchu Oporu w Berlinie. Wydarzenie było elementem programu UE Europa dla Obywateli.
Izydor jest ojcem Anny urodzonej w 1943 r.